# 六條八幡宮
六條八幡宮（ろくじょうはちまんぐう）は、兵庫県神戸市北区山田町中にある神社。旧山田村の総鎮守。旧社格は郷社。

## 祭神
- 応神天皇

## 社名
六條八幡の名は、保安4年（1123年）、当時山田庄の領主であり社殿を寄進した源為義の通称が六条判官であったことに由来する。

## 歴史

### 創建
社伝によれば、六條八幡宮の所在する山田の地は神功皇后の行宮が所在した霊地であり、そこに平安時代中期の長徳元年（995年）、周防国の僧、基灯が八幡三神を祀る宝殿を建てたのが当社の起源であるといい、元禄5年（1692年）成立の「寺社御改書上帳」（田中家文書）という史料によれば、長徳元年、基灯が円融寺という草庵を建てるとともに、里人の協力を得て八幡神を祀る宝殿を建てたとされている。基灯は『今昔物語集』巻第13に登場する半ば伝説的な人物で、その伝記は定かでない。
その後、保安4年（1123年）、当時山田庄の領主であった源為義が、京都の六条西洞院の自邸に祀られていた石清水八幡宮の分霊である左女牛八幡宮を勧請し合祀したという。六條八幡という呼称はこのことに由来する。以後神仏習合の霊山として足利家代々の篤い尊崇を受けた。
歴史的に見れば、山田庄は平家没官領であったものを文治3年（1187年）、源頼朝が左女牛八幡宮に寄進したものであり（『吾妻鏡』、若宮八幡神社文書）、六條八幡宮の実質的な創建はこの頃ではないかと推定されている。

### 室町時代以降
室町時代の文正元年 （1466年）には、三重塔が建立される。近世に至り、貞享5年（1688年）、今に在る本殿が再建された。
廃仏毀釈の禍を受けた明治時代に神宮寺であった円融寺が廃された。明治になると、近代社格制度のもとで郷社に定められた。以降、八幡大神を祭神とする。

## 社殿

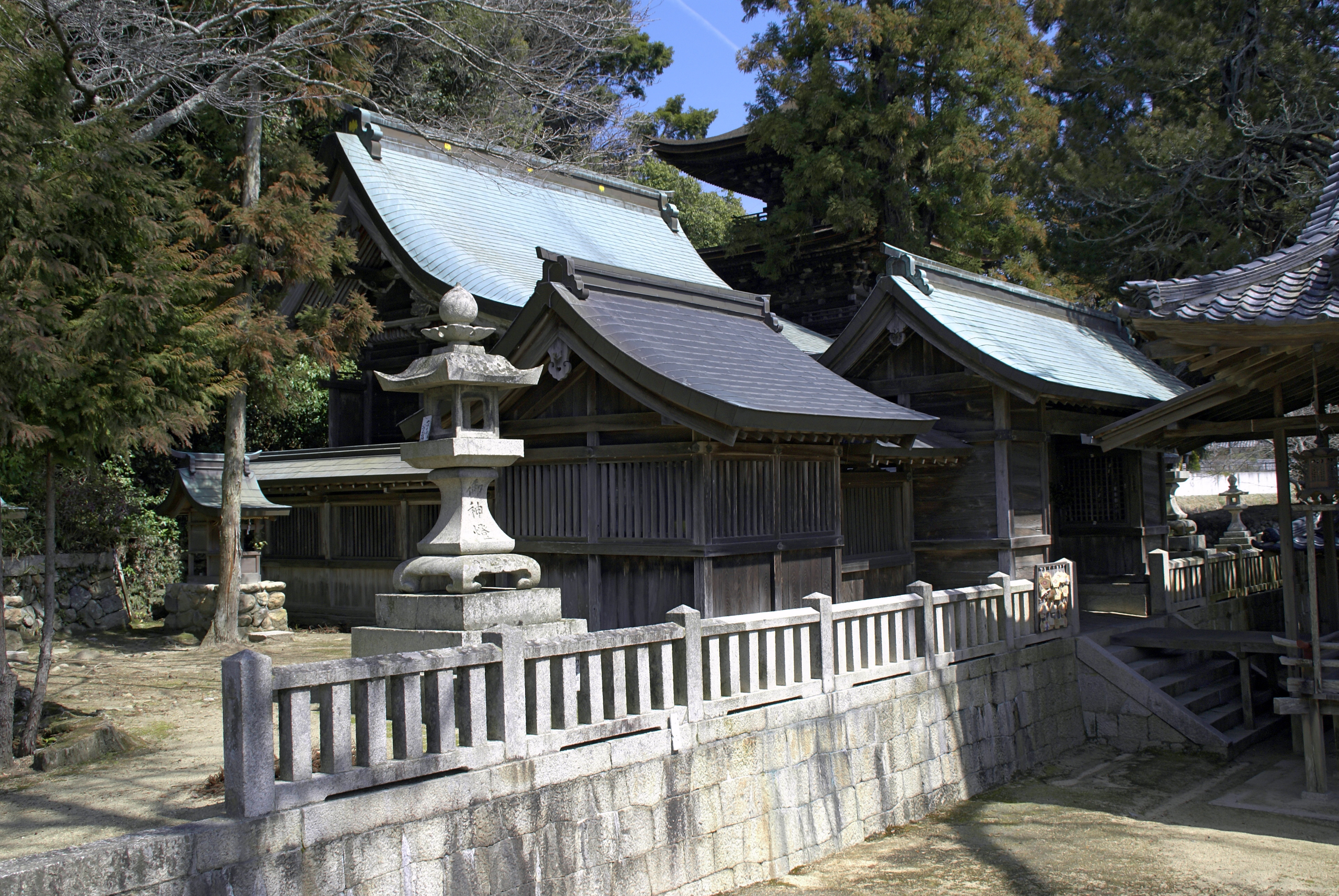
本殿（後方）

### 本殿・拝殿
本殿は貞享5年（1688年）の再建で、三間社流造、銅板葺。神戸市指定有形文化財。

### 三重塔
室町時代中期の文正元年（1466年）建立の和様の三重塔。建立当時の地元の有力者であった鷲尾綱貞の世話を得て建てられた。大工藤原周次・小工藤原光重という2人の作であることが棟札の墨書によって確認されている。総高13～19.1メートルで檜皮葺の屋根を持ち、初層内部には仏壇を置いて阿弥陀三尊像を安置している。大正3年（1914年）4月17日に当時の古社寺保存法に基づき特別保護建造物に指定（1950年の文化財保護法施行後は重要文化財）。平成14年（2002年）には屋根の大規模な修復が行われた。

### その他

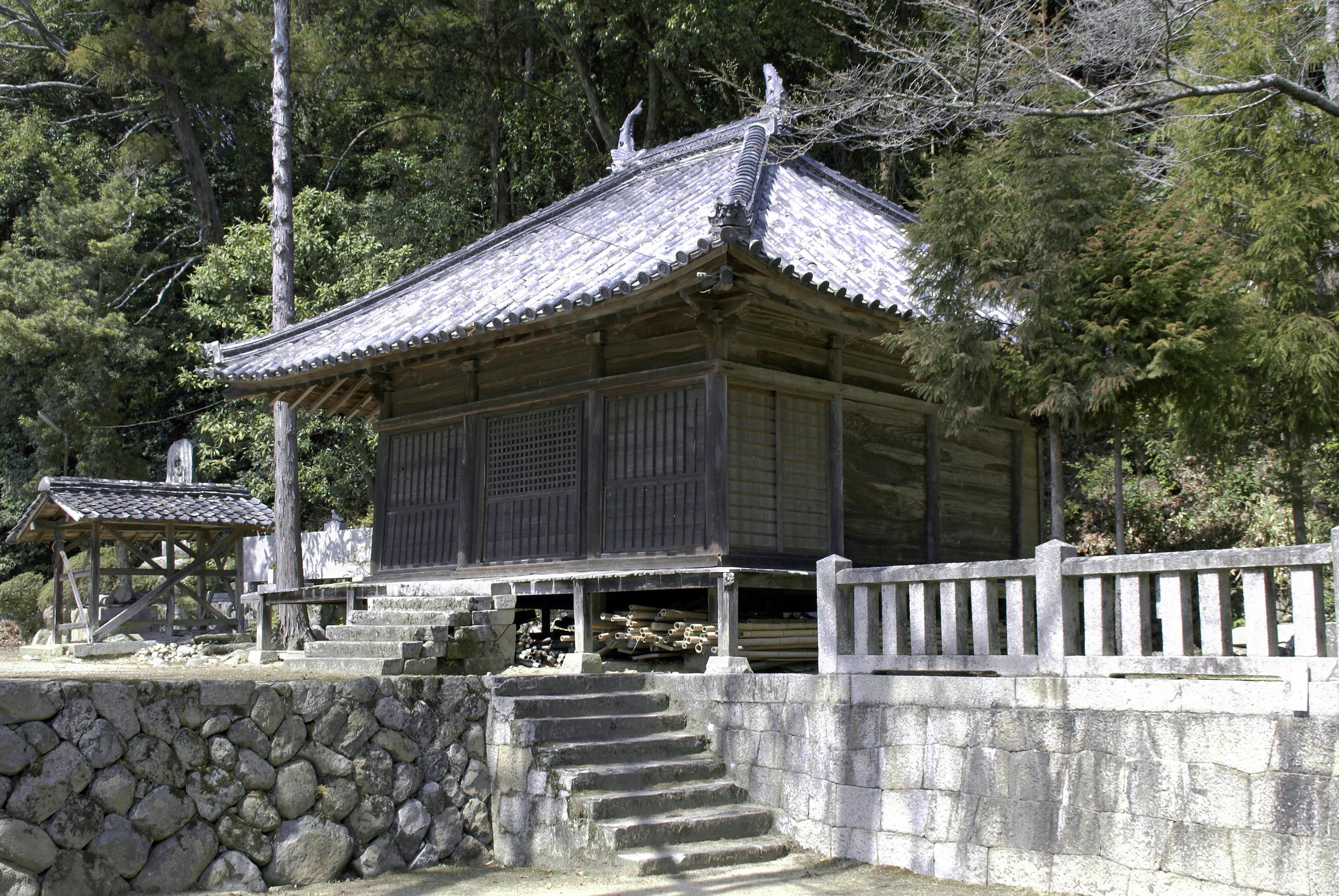
薬師堂

- 薬師堂 - 基灯創建の円融寺の遺構という。
- 舞台 - 切妻造の舞台で、神戸市指定有形文化財。
- 神功皇后ゆかりとされる井戸などもある。

### 境内末社
- 稲荷神社（宇賀魂命）
- 住吉神社（住吉三神・神功皇后）
- 山王神社（大山祗命）
- 大歳神社（大歳神・高良大神）
- 猿田彦神社（猿田彦大神）

## 祭事・年中行事
10月第2日曜日に流鏑馬神事が行われる。この神事は神戸市の登録無形民俗文化財に登録されている。

## 文化財
重要文化財（国指定）

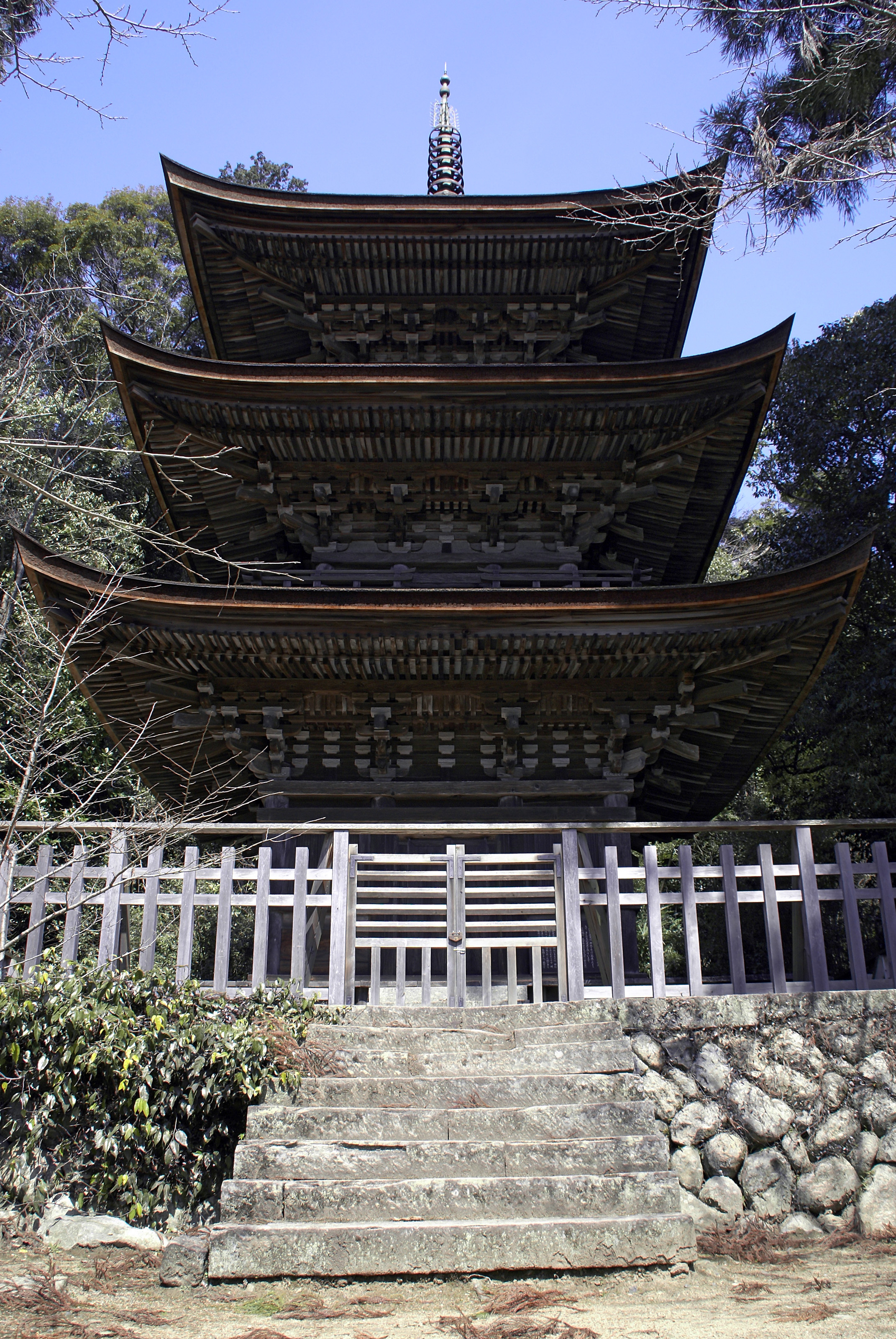
三重塔

- 三重塔（附 棟札3枚）（1914年（大正3年）4月17日指定）

神戸市指定有形文化財
- 本殿（1997年（平成9年）10月23日指定）
- 舞台（同上）

神戸市登録無形民俗文化財
- 流鏑馬神事（1997年（平成9年）10月23日登録）

市民の木
- 大銀杏（1974年（昭和49年）指定）

## 地域活性の取り組み
- 北神急行電鉄のキャラクター、北神弓子を巫女として迎え入れ、両者協力の元に地域活性化プロジェクトを開始することを発表した[11]。その第一弾として、2016年1月1日より、御守り袋に北神弓子のイラストと電車をあしらった「夢かなう幸福御守」の授与を開始した。2017年1月1日より、新デザインの御守の授与を開始した[12]。

## 交通アクセス
- 神戸電鉄有馬線箕谷駅から市バス『衝原』行き（111系統）乗車、『山田小学校前』下車により徒歩6分。または三宮駅からバス[2]。